# Satelmisz-e Mohammadlu
Satelmisz-e Mohammadlu – wieś w Iranie, w ostanie Azerbejdżan Zachodni, w szahrestanie Mijandoab. W 2006 roku liczyła 1564 mieszkańców.